# Parque nacional de Midongy del Sur
Parque nacional de Midongy del Sur (en francés: Parc national de Midongy du sud) es un parque nacional de Madagascar.
Está situado a 42 km de Befotaka y 90 km de Vangaindrano en la región de Atsimo-Atsinanana y cubre un área de una altura de entre 689 y 1679 metros. Su cumbre es el Monte Papango.
Hay aves, reptiles y lémures con una alta tasa de endemicidad, incluyendo:
- Uroplatus fimbriatus.
- Cryptoprocta ferox
- Furcifer verrucosus
- Centropus toulou
- Brachypteracias squamiger
- Neomixis striatigula